# 907 км
907 км — упразднённый населённый пункт (тип: железнодорожная казарма) в Оричевском районе Кировской области России. Входит в состав Спас-Талицкого сельского поселения.  Исключен из учётных данных в 2022 году.

## География
Расположена в центральной части региона, в подзоне южной тайги, на расстоянии примерно 10 км за запад-юго-запад от райцентра посёлка Оричи у железнодорожной линии Котельнич-Киров.

## Климат
Климат характеризуется как континентальный, умеренно холодный. Среднегодовая температура — 1,6 °C. Средняя температура воздуха самого холодного месяца (января) составляет −14,3 °C (абсолютный минимум — −45 °С); самого тёплого месяца (июля) — 17,8 °C (абсолютный максимум — 37 °С). Безморозный период длится в течение 114—122 дней. Годовое количество атмосферных осадков — 500—550 мм, из которых около 70 % выпадает в тёплый период. Снежный покров устанавливается в середине ноября и держится 160—170 дней.

## История
Населённый пункт известен с 1926 года как Полуказарма 1185 км (1 хозяйство и 4 жителя), в 1950 (уже просто Казарма) с 9 хозяйствами и 41 жителем, в 1978 уже имеет нынешнее название, в 1989 году 18 жителей.

## Население
| 2010 |
| ---- |
| 0    |

Постоянное население не было учтено как в 2002 году, так и в 2010.

## Инфраструктура
Путевое хозяйство Кировского региона Горьковской железной дороги.

## Транспорт
В пешей доступности станция Шалегово.